# العالم كله في ورقة البرسيم

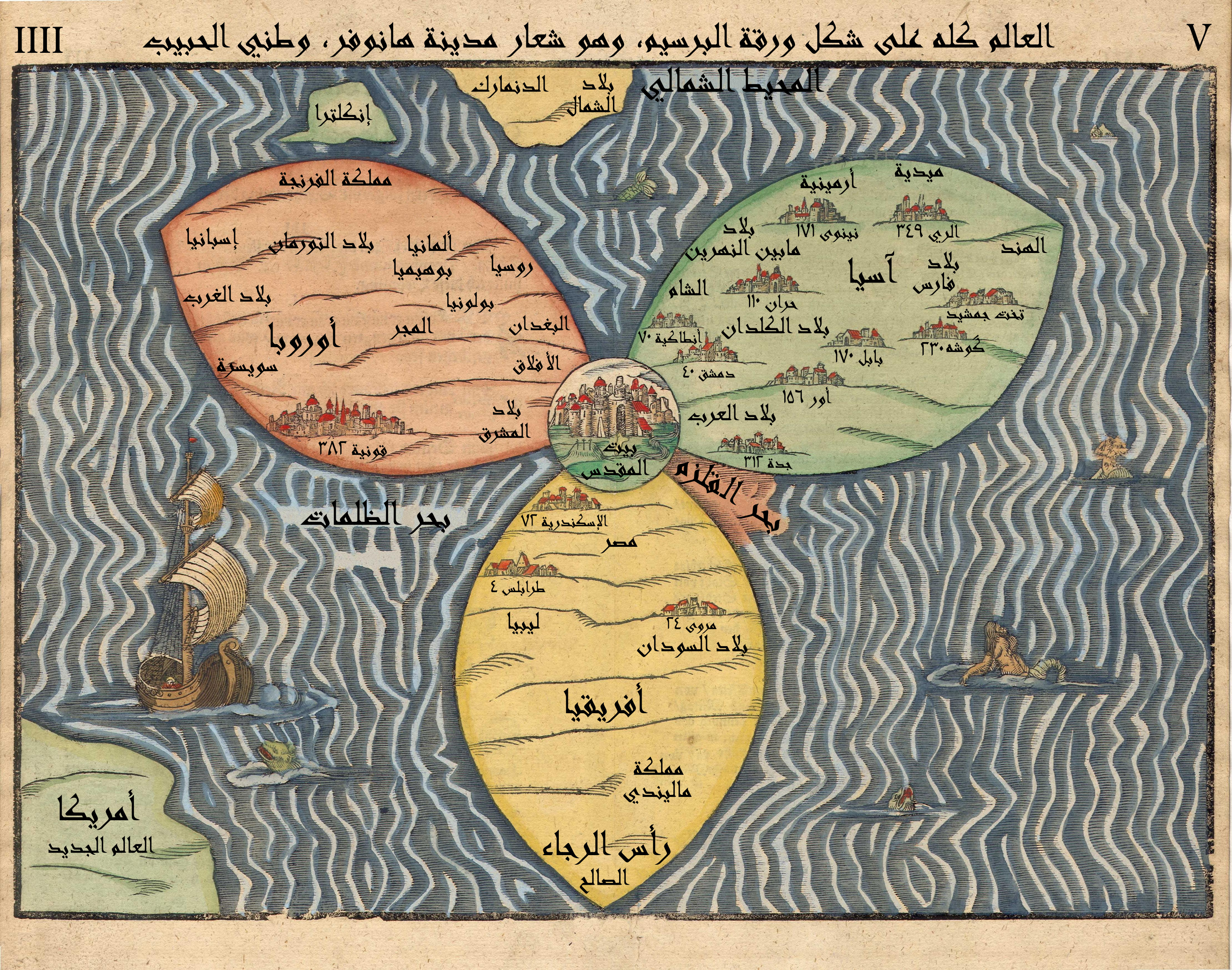
العالم كله في ورقة البرسيم وتقع القدس في وسط الخريطة وتحيط بها القارات الثلاث.

العالم كله في ورقة البرسيم هي خريطة تاريخية رسمها القس اللاهوتي البروتستانتي الألماني ورسام الخرائط هينريتش بونتينج. نُشرت الخريطة في كتابه Itinerarium Sacrae Scripturae (كتاب السفر للكتاب المقدس) عام 1581.
توجد الخريطة اليوم ضمن مجموعة خرائط عيران لاور في مكتبة إسرائيل الوطنية في القدس. ركب نموذج فسيفسائي للخريطة على سياج ميدان صفرا في موقع دار بلدية القدس.
الخريطة عبارة عن رسم توضيحي مجازي، على طريقة تنسيق مابا موندي في العصور الوسطى، ويصور العالم من خلال شكل ورقة البرسيم. يرمز الشكل إلى الثالوث المسيحي ويظهر أيضًا في شعار النبالة في هانوفر، حيث ولد بونتينج. يمثل مدينة القدس كمركز، وتحيط بها ثلاث قارات مركزية، وبالتالي توضح بعض المناطق الأخرى في العالم بشكل منفصل عن ورقة البرسيم.